# Ciszkowszczyzna (rejon stołpecki)
Ciszkowszczyzna (biał. Ціскаўшчына, Ciskauszczyna; ros. Тисковщина, Tiskowszczina) – wieś na Białorusi, w obwodzie mińskim, w rejonie stołpeckim, w sielsowiecie Litwa.

## Historia
W dwudziestoleciu międzywojennym wieś i folwark leżące w Polsce, w województwie nowogródzkim, w powiecie wołożyńskim, w gminie Wołma, w pobliżu granicy ze Związkiem Sowieckim. W 1921 wieś liczyła 76 mieszkańców, zamieszkałych w 15 budynkach. Folwark liczył zaś 8 mieszkańców, zamieszkałych w 1 budynku. Obie miejscowości zamieszkiwali wyłącznie Polacy wyznania rzymskokatolickiego.
Po II wojnie światowej w granicach Związku Sowieckiego. Od 1991 w niepodległej Białorusi.